# Бій біля мису Матапан

Карта битви біля мису Матапан

Бій біля мису Матапан (англ. Battle of Cape Matapan, італ. Battaglia di Capo Matapan) — морська битва Королівських військово-морських флотів Великої Британії та Австралії з Італійським флотом під час битви на Середземному морі, що завершилася поразкою італійців.

## Передумови
Битва, що тривала з 27 по 29 березня 1941 року, відбулася в контексті боїв за панування на Середземному морі; у зв'язку з підготовкою до нападу на Грецію і Югославію німецьке командування вплинуло на Італію і змусило італійський флот розпочати операцію з порушення перевезень британських військ з Єгипту до Греції (порт Пірей). 
16 березня 1941 року, під час німецького вторгнення у Грецію два німецькі торпедоносці помітили британську ескадру (2 лінкори, 6 крейсерів, 2-3 есмінці ) на захід від Криту та атакували її. Німецькі льотчики доповіли про влучання у два лінкори, хоча насправді атака була безрезультатною.
Італійське командування, довіряючи інформації про два пошкоджені лінкори, вирішило здійснити рейд у східне Середземномор'я для розгрому ворожого конвою біля берегів Греції. 
На той час британцям вже вдалось зламати код німецької шифрувальної машини «Енігма». Крім того, британські кораблі вже були оснащені радарами. І хоча британцям не вдалось зламати італійські шифри, з результатів радіоперехоплення переговорів Люфтваффе вони знали, що німці виділяють повітряне прикриття для операції, а також мали інформацію про італійські підводні човни. Таким чином, британцям загалом був відомий задум командування італійського флоту.
Для виконання цього завдання італійське морське командування сформувало ескадру у складі нового лінкора «Вітторіо Венето», 8 крейсерів і 13 есмінців. Прикриття ескадри з повітря здійснювали німецька та італійська винищувальна авіація берегового базування.

## Хід бою
У ніч на 27 березня ескадра вийшла з військово-морських баз Італії і взяла курс на о. Крит. Отримавши звістку про це, англійське командування вислало в море ескадру (3 лінкори, 4 крейсери, 1 авіаносець і 13 есмінців), яка значно перевершувала бойові можливості італійської ескадри. Британські кораблі мали радіолокаційні станції, що давало їм переваги у виявленні супротивника і веденні нічного бою. Вранці 28 березня передові крейсерські загони сторін зав'язали артилерійський бій. Англійська палубна авіація з авіаносця «Фомідебл» та літаки наземного базування неодноразово атакувала італійські бойові кораблі. Під час однієї з таких атак отримав важке ушкодження флагманський корабель італійської ескадри — лінкор «Вітторіо Венето».
Після цього італійська ескадра розпочала відхід до своїх баз. 
О 19:45 крейсер «Пола» вразила британська торпеда, яка влучила у правий борт між машинним та котельним відділеннями. На кораблі зникла електрика, 3 відсіки залило водою. Але італійський флот продовжував відхід, не знаючи про пошкодження «Поли». Решта кораблів кораблів ішли далі. Але незабаром адмірал Анджело Якіно наказав крейсерам 1-ї дивізії повернутись та надати допомогу пошкодженому крейсеру. Він не знав, що британські лінкори переслідують з'єднання.
Крейсери «Зара», «Фіуме» та 4 есмінці лягли на зворотній курс.
Кораблі йшли не у бойовому, а у похідному положенні. На бойових постах знаходилась лише половина екіпажу, а артилеристи кормових башт головного калібру готували буксирувальні троси. 
Близько 22 години неподалік від мису Матапан британці помітили італійські кораблі. О 22:30 вони відкрили артилерійський вогонь.
По «Зарі» вели вогонь всі три англійські лінкори: «Ворспайт», «Барем» та «Валіант». Через декілька хвилин снаряди влучили у носову башту, мостик та машинне відділення. Крейсер охопила сильна пожежа, він накренився на лівий борт. Незабаром британські лінкори припинили вогонь та вийшли з бою, щоб дати змогу есмінцям здійснити торпедні атаки на італійські кораблі.
Близько 2-ї години ночі 29 березня есмінець «Джервіс» помітив італійський крейсер та випустив у нього 4 торпеди. Від влучання торпед вибухнули погреби боєзапасу. Близько 2:30 корабель затонув  у точці з координатами  35°21′ пн. ш. 20°57′ сх. д. / 35.350° пн. ш. 20.950° сх. д.. 
Загинуло 782 члени екіпажу, включаючи командира дивізії адмірала Карло Каттанео та капітана корабля Луїджі Корсі. Британці підібрали 279 вцілілих членів екіпажу.
«Фіуме», який йшов за «Зарою», отримав бортовий залп британського флагмана «Ворспайт», потім залп лінкора «Валіант», і потім знову залп «Ворспайта».
Близько 23:00 крейсер затонув у точці з координатами 35°21′ пн. ш. 20°57′ сх. д. / 35.350° пн. ш. 20.950° сх. д.. Загинули 813 членів екіпажу, в тому числі капітан корабля Джорджо Джорджіс.
О 2 ночі 29 березня дрейфуючий крейсер «Пола» помітили британські есмінці. Абордажна партія з есмінця «Джервіс» висадилась на борт крейсера. Італійські моряки перейшли на борт британського корабля. Крейсер «Пола» був потоплений торпедою з есмінця «Нубіан» у точці з координатами 35°18′ пн. ш. 21°13′ сх. д. / 35.300° пн. ш. 21.217° сх. д..

## Наслідки
Результати бою у Матапана істотно вплинули на хід воєнних дій у Північній Африці. Завдавши поразки італійському флоту, британський Середземноморський флот зміг забезпечити безпеку своїм морським комунікаціям та активізувати дії щодо зриву німецько-італійських перевезень до Африки. Вирішальну роль у здобутті перемоги відіграли англійська авіаносна авіація і застосування нового засобу виявлення — радіолокаторів.